# Schütze Ryffli
Der Schütze Ryffli ([ˈrifːli]) ist eine legendäre Figur aus der Berner Geschichte des 14. Jahrhunderts.

## Legende
Gemäss dem Berner Chronisten Konrad Justinger belagerten die Berner Truppen nach der Schlacht bei Laupen die Burg Burgistein des mit den Burgundern verbündeten Ritter Jordan III. von Burgistein.
Jordan von Burgistein ging fälschlicherweise davon aus, dass sich die Berner Truppen auf der Flucht befanden und soll sich mit den Worten
„Das ist ein guter Schmied gewesen, der diesen Krieg über die Berner geschmiedet hat“,
über die Berner lustig gemacht haben.
Ryffli erblickte Jordan an einem Fenster der Burg und tötete ihn mit einem gezielten Pfeilschuss. Dabei soll er gerufen haben: 
„Das ist ein guter schmied gsyn, der diesen pfyl geschmiedet hat.“

## Gedenken
- Ryfflibrunnen
- Ryfflihof, Gebäude in der Stadt Bern
- Ryfflischiessen, Schützenfest
- Ryffligässchen, Gasse in der Stadt Bern